# 中華民國—尼泊爾關係
中華民國與尼泊爾聯邦民主共和國無官方外交關係，目前也沒有在對方首都互設具大使館功能的代表機構。對尼泊爾的相關事務由駐印度台北經濟文化中心兼轄。

## 政治

### 外交

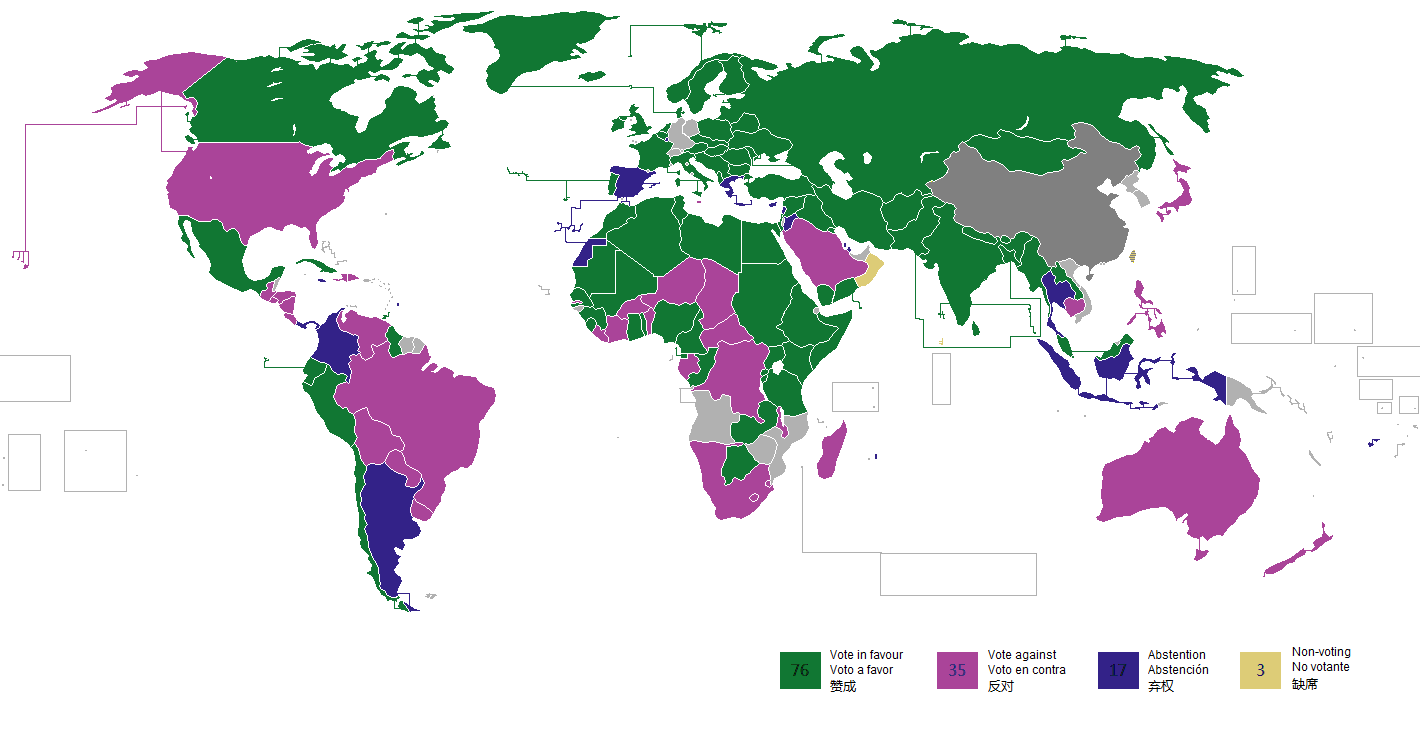
綠色國家表示在1971年的投票中反對中華民國續留聯合國，即《聯合國大會2758號決議》，其中包括當時的尼泊爾王國。

1942年2月12日，國民政府軍事委員會委員長蔣介石訪問印度期間，在新德里會見尼泊爾王子巴哈度，奉其父卓達王之命前來致敬，並貢獻卓達王親獵之虎皮一張，又以五萬盧比為救護中國戰時難胞之用，蔣欣然接受。:6732-6740
1946年11月27日，尼泊爾總理伯達馬塞爾就職週年紀念，中華民國政府特派蒙藏委員會駐藏辦事處長沈宗鏇為慶祝專使，並授該國務總理特種大綬寶鼎勳章，及陸軍上將銜。
1947年5月3日，尼泊爾特使克利希娜率訪華團抵南京，外交部長王世杰設晚宴款待。:8347
1971年10月25日，第26屆聯合國大會就尼泊爾王國等23國所提出的「恢復中華人民共和國在聯合國的合法權利」議案進行表決。最終以76票贊成、35票反對、17票棄權的結果通過。根據《聯合國憲章》和聯合國大會議事規則，提案通過即成為正式決議，是為《聯合國大會2758號決議》。中華民國、馬爾地夫、阿曼等3國未投票。代表中國正統的中華民國政府，以外交部長周書楷為代表，在表決之前數小時，於大會上主動宣布退出聯合國。日後，中華民國政府將此決議稱為「排我納匪案」。
1997年5月，尼泊爾與其他10個國家先後在世界衛生大會全會中，發言反對中華民國以觀察員身分參與世界衛生大會。
2001年5月，尼泊爾與其他9個國家在世界衛生大會的總務委員會中，發言反對中華民國（台灣）以觀察員身分參與世界衛生大會。
2011年3月28日，簽署《中華民國法務部調查局洗錢防制處與尼泊爾中央銀行金融情報中心間關於洗錢及資助恐怖主義相關金融情資交換合作瞭解備忘錄》。
2015年4月25日，尼泊爾發生規模7.8強震，造成嚴重傷亡，雖然中華民國政府有意派遣救援隊前往協助，卻遭到尼泊爾政府婉拒。外交部次長高振群27日說，「我們和尼泊爾沒有很親密的關係，是臺灣被拒的可能原因。」但表示政府還是會派出一個5到6人的先遣團隊到尼泊爾，再視當地需求組成較大團體前往援助。

## 經濟

### 貿易
| 年分 | 貿易總額   | 貿易總額 | 貿易總額 | 出口至尼泊爾 | 出口至尼泊爾 | 出口至尼泊爾 | 自尼泊爾進口 | 自尼泊爾進口 | 自尼泊爾進口 | 順逆差 |
| 年分 | 金額       | 年增減   | 排名     | 金額         | 年增減       | 排名         | 金額         | 年增減       | 排名         | 順逆差 |
| ---- | ---------- | -------- | -------- | ------------ | ------------ | ------------ | ------------ | ------------ | ------------ | ------ |
| 2017 | 10,926,852 | ▲19.9%   | 141      | 9,563,944    | ▲27.9%       | 123          | 1,362,908    | ▼16.8%       | 151          | 順差▲  |
| 2018 | 27,003,285 | ▲147.1%  | 123      | 24,925,230   | ▲160.6%      | 107          | 2,078,055    | ▲52.5%       | 144          | 順差▲  |
| 2019 | 12,283,779 | ▼54.5%   | 141      | 10,711,404   | ▼57.0%       | 122          | 1,572,375    | ▼24.3%       | 147          | 順差▼  |
| 2020 | 10,479,065 | ▼14.7%   | 139      | 9,649,927    | ▼9.9%        | 123          | 829,138      | ▼47.3%       | 155          | 順差▼  |
| 2021 | 12,232,012 | ▲16.7%   | 142      | 10,520,155   | ▲9.0%        | 123          | 1,711,857    | ▲106.5%      | 150          | 順差▼  |
| 2022 | 10,799,057 | ▼11.7%   | 140      | 9,105,093    | ▼13.5%       | 129          | 1,693,964    | ▼1.0%        | 150          | 順差▼  |
| 2023 | 29,580,184 | ▲173.9%  | 115      | 27,565,209   | ▲202.7%      | 99           | 2,014,975    | ▲19.0%       | 144          | 順差▲  |
| 2024 | 15,582,809 | ▼47.3%   | 134      | 13,184,945   | ▼52.2%       | 119          | 2,397,864    | ▲19.0%       | 148          | 順差▼  |

2023年的兩國貿易項目如下：
出口至尼泊爾的前10大項目為：熱軋之铁或非合金鋼扁軋製品；氯乙烯或其他鹵化烯烃之聚合物；自動資料處理機、磁性或光學閱讀機；不鏽鋼扁軋製品；碟片、磁带、固態非揮發性儲存裝置、智慧卡與其他錄音或錄製之媒體；電話機（包括智能手机），以及其他傳輸或接收聲音、圖像之有線或无线网络通訊器具；砑光機或其他滾軋機與滾筒；診斷或實驗用有底襯之試劑或配製試劑，以及檢定參照物；特定用途機器之零件與附件；合成纖維絲紗梭织物等。
自尼泊爾進口的前10大項目為：披巾、圍巾、領巾、頭紗、面紗與類似品；毯與旅行用毯；卑金屬非電動铃、锣，以及卑金屬雕像、框、鏡；結織地毯與其他紡織材料覆地物；任何材料製之雕塑品與雕像原作；褥支持物、寢具與類似家具；敲擊樂器；其他銅製品；特殊物品，含進口未超過5萬新臺幣之小額報單與其他零星物品；其他制成品包括服裝模型樣品等。

### 投資
截至2023年，根據中華民國經濟部投資審議司核准對外投資統計，尚無臺商赴尼泊爾投資。但尼泊爾政府則統計臺商赴該國總投資金額約750萬美元，計有28件，臺商人數（含幹部與眷屬）約10人；尼泊爾赴臺灣總投資金額約72.6萬美元，計有11件。
在尼泊爾無臺灣的金融機構。

### 會展
2011年4月17日，經濟部國際貿易局委託中華民國對外貿易發展協會（外貿協會）規劃的拓銷南亞市場首發團13家外銷廠商抵達尼泊爾首都加德滿都，成為台灣最先前往拓銷的經貿團體。
2013年4月26日，外貿協會秘書長與尼泊爾商工會（Lalitpur Chamber of Commerce and Industry，LCCI）會長共同簽署合作備忘錄，是外貿協會第一次與尼泊爾工商團體簽署備忘錄，以增加企業交流及提升雙邊貿易。另參加「2013台北國際文具禮品展」，承租16個攤位並設立尼泊爾國家主題館。

## 交流

### 援助
國際奧比斯基金會（Orbis International）與台灣奧比斯基金會（Orbis Taiwan）合作進行「尼泊爾兒童眼科醫療援助計畫」，包括兒童眼科中心及硬體設施、培訓專職眼科醫療人員、協助1,050名兒童進行視力矯正及320名兒童進行眼疾手術，並提供加德滿都地區15歲以下之12萬名兒童提供視力篩檢服務。慈濟基金會亦透过“翻转尼泊尔”专案在尼泊尔成立了洗肾、医疗中心，并帮助该国培养教师。
2015年，尼泊爾發生地震，其中廓爾喀縣為重災區之一。國際合作發展基金會（國合會）與國際關懷協會尼泊爾分會合作推動「尼泊爾廓爾喀縣糧食安全及生計支援計畫」，11月底結束，鑒於績效良好，於12月繼續推動「尼泊爾廓爾喀縣糧食安全及生計強化計畫」，強化該縣1,800戶受地震影響的脆弱家戶糧食安全與生計；增進農民參與農業價值鏈及與市場連結，促進受地震影響社區的農業商業化；輔導脆弱家戶取得資金及市場管道，以強化微小型企業發展。

## 簽證

持中華民國護照的中華民國國民簽證要求分布圖：入境尼泊爾可以落地簽證。

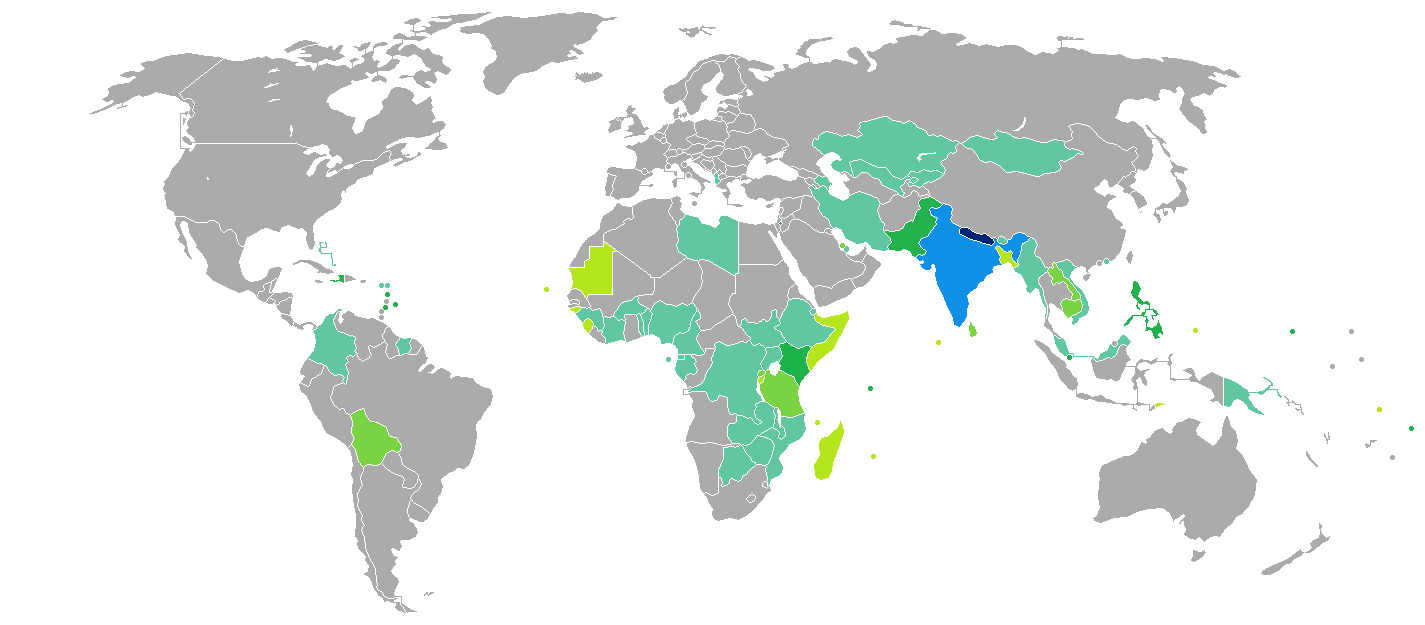
持尼泊爾護照的尼泊爾人口簽證要求分布圖：入境中華民國需要簽證。

兩國國民皆須申請簽證方可入境對方國家。除了印度公民可免簽證外，幾乎所有地區的外籍人士（12國除外）前往尼泊爾均可在首都加德滿都的特里布萬國際機場辦理落地簽證入境，須事先上網登錄且僅限觀光，持有中華民國護照的中華民國國民停留最多30天。經尼泊爾轉機，若不出機場，可停留24小時免過境簽證。
持有尼泊爾護照的尼泊爾國民抵台參加由中央政府機關主辦、協辦或贊助之國際會議、運動賽事、商展活動，或經中華民國對外貿易發展協會駐當地機構之推薦，則可以電子簽證入境中華民國，停留最多30天並不得延期。

## 交通

### 航空

#### 客運
兩國無直航班機，可經由（不計航點遠近，截至2023年6月19日）：
- 台北松山→成都，再轉機前往尼泊爾的特里布万国际机场。
- 台北桃園→廣州、成都、昆明[註 2]、香港、東京-成田、首爾-仁川、新加坡、吉隆坡、曼谷-蘇凡納布、曼谷-廊曼、德里、杜拜、伊斯坦堡、雪梨→尼泊爾。
- 台中→廣州、昆明、香港、東京-成田、首爾-仁川→尼泊爾。
- 台南→香港→尼泊爾。
- 高雄→廣州、昆明、香港、東京-成田、首爾-仁川、新加坡、吉隆坡、曼谷-蘇凡納布→尼泊爾。
- 花蓮→首爾-仁川（包機飛花蓮）→尼泊爾。

### 駕車
尼泊爾承認各國國際駕駛執照，需並持有中華民國汽車駕駛執照使用。

## 外部連結
- 中華民國外交部－尼泊爾聯邦民主共和國簡介 （页面存档备份，存于）
- 駐印度台北經濟文化中心
- 外交部領事事務局－國外旅遊警示分級表
- 中華民國衛生福利部－國際旅遊疫情建議等級
- 中華民國國際經濟合作協會 （页面存档备份，存于）